# Jewgienija Maniokowa
Jewgienija Aleksandrowna Maniokowa (ros: Евгения Александровна Манюкова; ur. 17 maja 1968 w Moskwie) – rosyjska tenisistka, zwyciężczyni czterech turniejów WTA w grze podwójnej.
Najwyżej sklasyfikowana w rankingu singlowym 22 czerwca 1992, na 66. miejscu, zaś w grze podwójnej – 21 listopada 1994, na 18. pozycji.

## Wygrane turnieje

### Gra podwójna (4)
|    | Data       | Turniej                               | Kat.          | ($)     | Naw.   | Partnerka        | Finalistki                       | Wynik       |
| 1. | 13/04/1990 | Tarente, Trofeo Ilva-Coppa Mantegazza | Kategoria V   | 75 000  | ziemna | Jelena Brukowiec | Silvia Farina Elia Rita Grande   | 7:6, 6:1    |
| 2. | 22/02/1993 | Linz, Generali Ladies Linz            | Kategoria III | 150 000 | twarda | Leila Meschi     | Conchita Martínez Judith Wiesner | walkower    |
| 3. | 07/02/1994 | Linz, Generali Ladies Linz            | Kategoria III | 150 000 | twarda | Leila Meschi     | Åsa Svensson Caroline Schneider  | 6:2, 6:2    |
| 4. | 19/09/1994 | Moskwa, Kremlin Cup                   | Kategoria III | 150 000 | twarda | Jelena Makarowa  | Caroline Vis Laura Golarsa       | 7:6(4), 6:4 |

### Gra mieszana (1)
|    | Data       | Turniej            | Kat.         | ($)       | Naw.   | Partner           | Finaliści                 | Wynik         |
| 1. | 05/06/1993 | Paryż, French Open | Wielki Szlem | 3 456 153 | ziemna | Andriej Olchowski | Elna Reinach Danie Visser | 6:2, 4:6, 6:4 |